# Kopalnia Węgla Kamiennego Barbara-Wyzwolenie

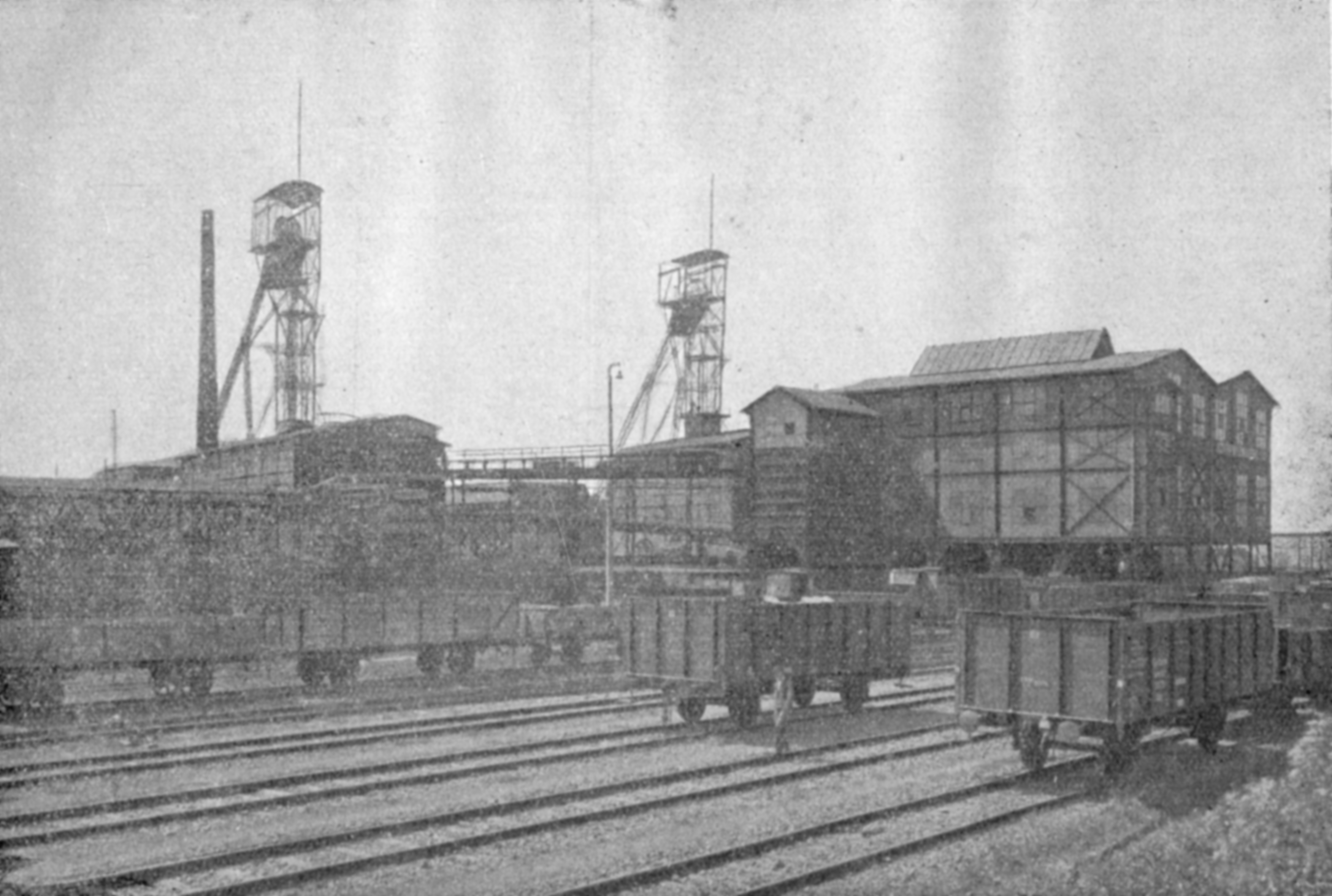
Pole Północne kopalni Król, wieże wyciągowe szybów Wyzwolenie I i II

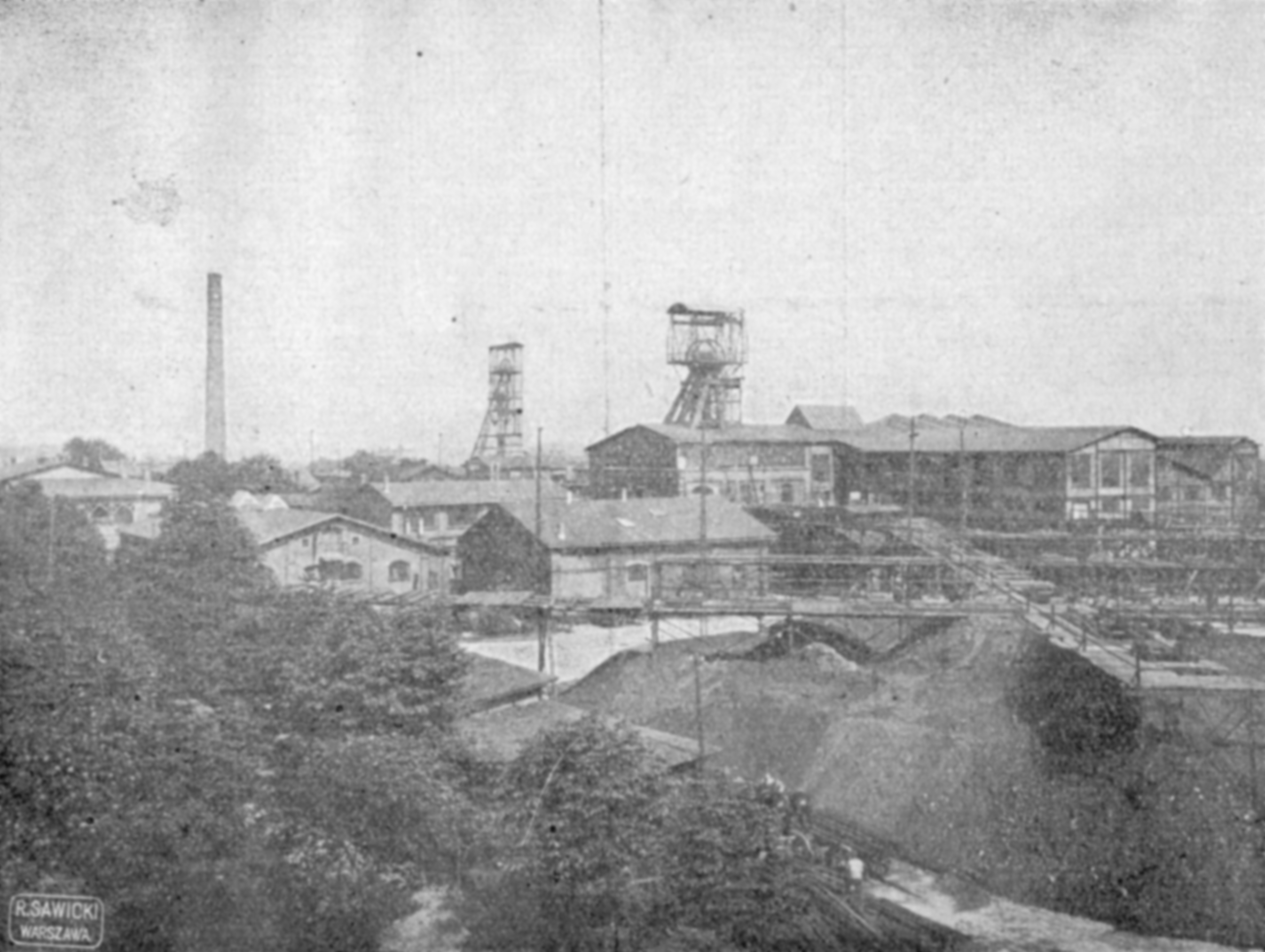
Wieże wyciągowe szybów św. Barbary kopalni Król (Pole Zachodnie)

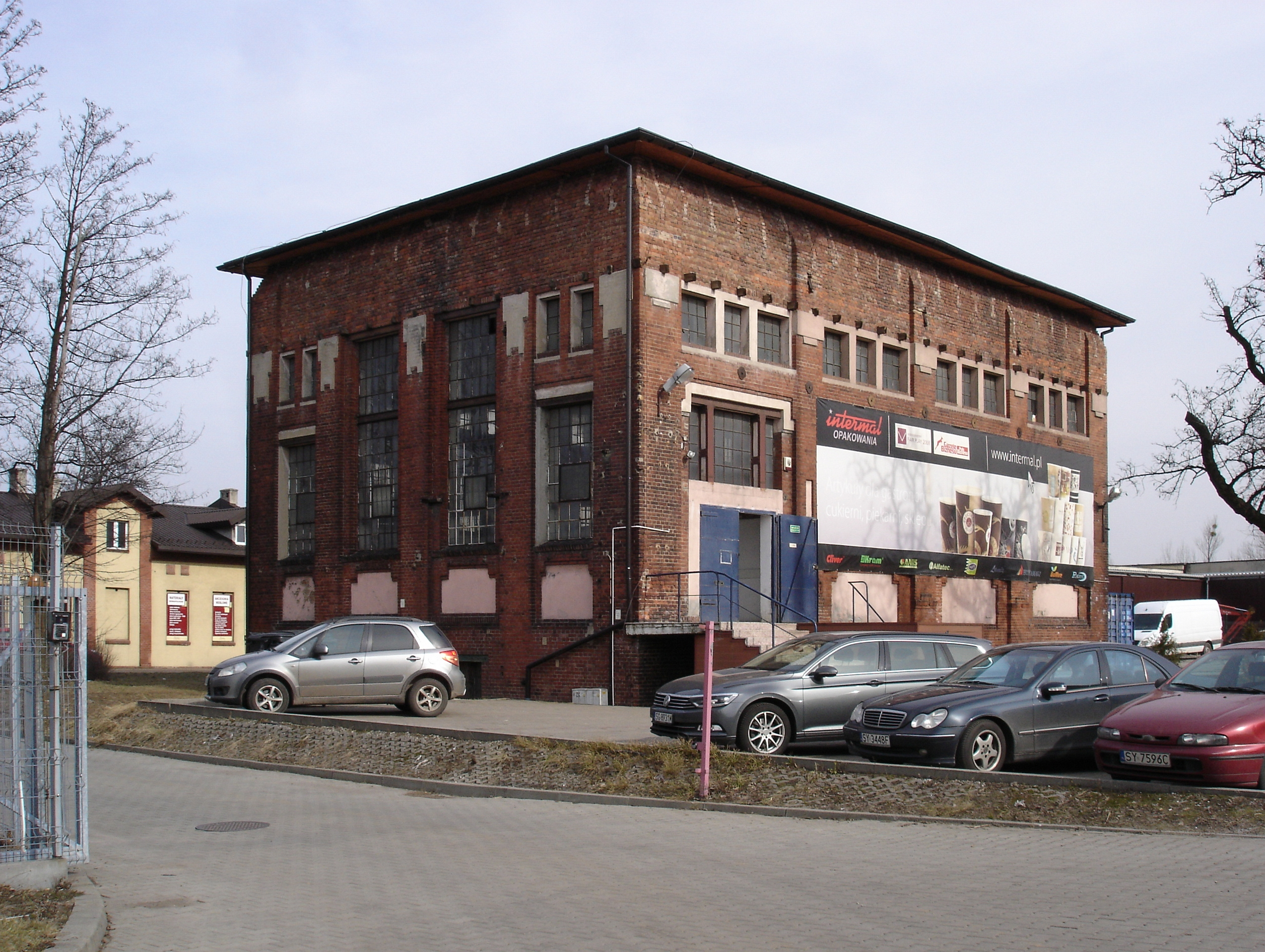
Budynek maszyny wyciągowej szybu Wyzwolenie I kopalni Wyzwolenie, fot. 2017 r.

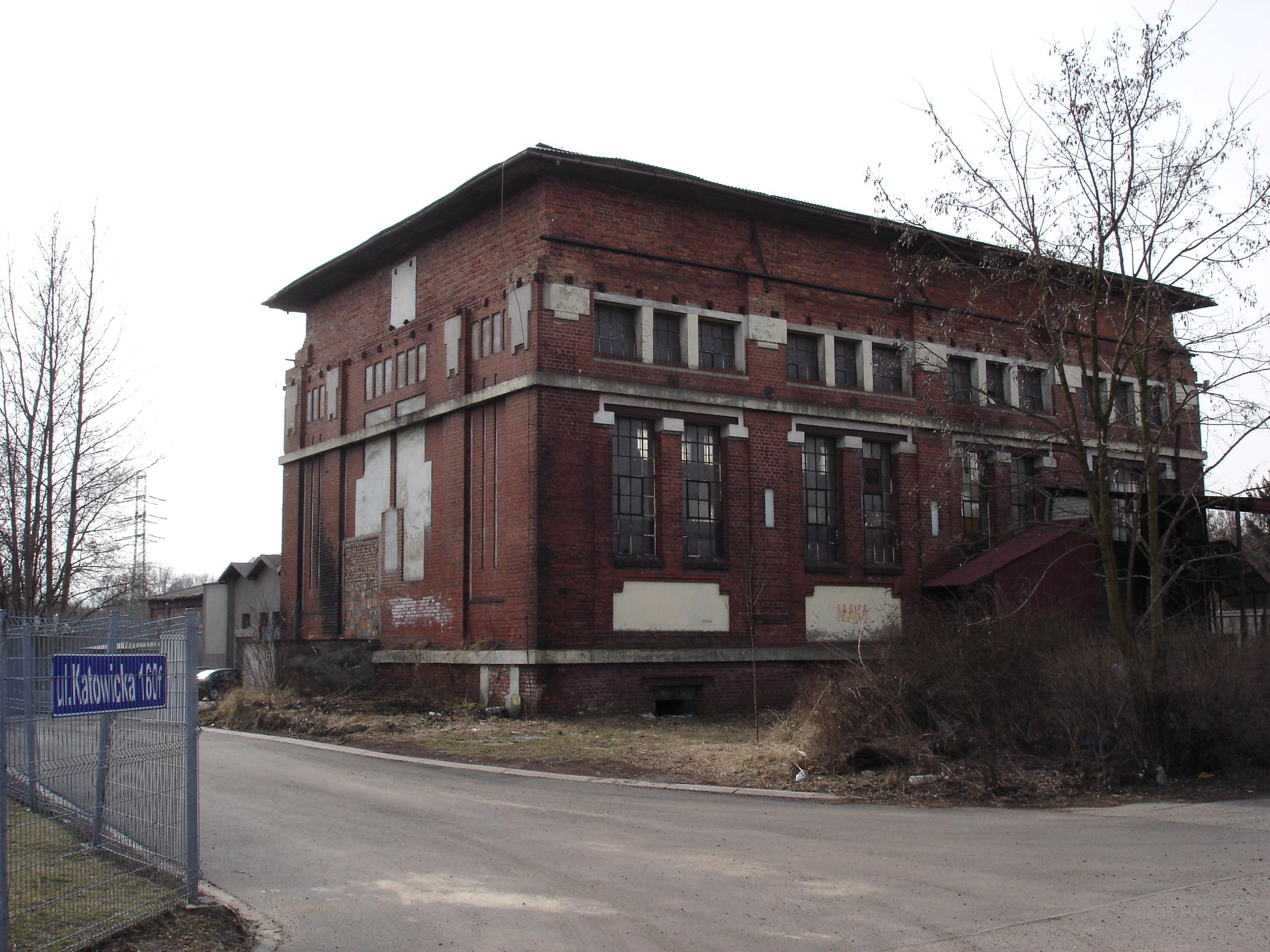
Budynek maszyny wyciągowej szybu Wyzwolenie II kopalni Wyzwolenie, fot. 2017 r.

Kopalnia Węgla Kamiennego Barbara-Wyzwolenie – kopalnia węgla kamiennego w Chorzowie istniejąca od 1937 do 1 stycznia 1970, kiedy to została połączona z kopalnią Chorzów i utworzyła kopalnię Barbara-Chorzów.

## Historia
Kopalnia powstała w 1937 roku, z połączenia pola Zachodniego i Północnego kopalni Król, należała do Skarbofermu do 1939 .
W kopalni panowały bardzo trudne warunki geologiczno-górnicze . Kopalnia dysponowała dwoma głównymi szybami Wyzwolenie I i II  oraz szybem podsadzkowym Kinga .
W czasie okupacji hitlerowskiej nosiła nazwy: Königsgrube Westfeld i Königsgrube Nordfeld i należała do koncernu Hermann Göring . Na kopalni wówczas pracowali jeńcy .
Od 1945 do 1957 należała do Chorzowskiego Zjednoczenia Przemysłu Węglowego, następnie do Katowickiego Zjednoczenia Przemysłu Węglowego . W latach 50. XX wieku część załogi stanowili więźniowie, jeńcy wojenni oraz żołnierze Wojskowych Batalionów Pracy .
21 marca 1954 w kopalni doszło do pożaru i katastrofy , w wyniku którego zginęło ponad 90  lub nawet ponad 100 górników . Oficjalne dane podane w 1956 wskazywały na 80 zabitych . Była to największa katastrofa w polskim górnictwie po II wojnie światowej . Tragedia została upamiętniona drewnianym krzyżem z inskrypcją „1954”, znajdującym się w pobliżu dawnych zabudowań kopalni .
1 stycznia 1970 kopalnia została połączona z kopalnią Chorzów i nosiła nazwę Barbara-Chorzów .